# Ocotla, Puebla
Ocotla är en ort i Mexiko.   Den ligger i kommunen Ixtacamaxtitlán och delstaten Puebla, i den sydöstra delen av landet, 140 km öster om huvudstaden Mexico City. Ocotla ligger 2 618 meter över havet och antalet invånare är 157.
Terrängen runt Ocotla är kuperad. Runt Ocotla är det ganska tätbefolkat, med 65 invånare per kvadratkilometer. Närmaste större samhälle är San Miguel Tenextatiloyan, 19,2 km öster om Ocotla. I omgivningarna runt Ocotla växer huvudsakligen savannskog.